# HD 96568
HD 96568，又名CP-64 1630，SAO 251267、HR 4326，是一颗恒星，视星等为6.41，位于銀經292.06，銀緯-4.21，其B1900.0坐标为赤經11h 2m 25.1s，赤緯-64° -4.21′ 57″。